# 不動態
不動態（ふどうたい、不働態とも、英：passivation）とは、金属表面の腐食作用に抵抗する酸化被膜が生じた状態のこと。この被膜は溶液や酸にさらされても溶け去ることが無いため、内部の金属を腐食から保護するために用いられる。
酸化力のある酸にさらされた場合や、陽極酸化処理によって生じる。不動態の典型的な被膜の厚みは、例えばステンレスに生じる不動態の場合、数nmである。
すべての金属が不動態となるわけではない。不動態になりやすいのは、アルミニウム、クロム、チタン、亜鉛などやその合金である。また、これらの金属は弁金属（バルブメタル）と呼ばれる。

## 反応機構
酸化被膜の厚みが時間とともに増加するのだが、この反応機構を解明する要請は大きい。主な要因としては、母材金属の体積に対する酸化被膜の体積、金属酸化物から母材金属へ酸素原子が拡散するメカニズム、酸化物の相対的な化学ポテンシャルなどがある。酸化物層が結晶質である場合、結晶粒間の粒界は、酸素原子が下部の酸化されていない母材金属に到達する主要な経路を形成する。このため、粒界がない酸化ガラス被膜は酸化反応が遅くなる。不動態の形成に必要だが十分でない条件は、電位-ｐH図に示されている。防錆剤（腐食防止剤）の一部は、塗布した金属の表面に不動態化層を形成するのを促進する。溶液に溶けた化合物（クロム酸塩、モリブデン酸塩）は、金属表面に非反応性で溶解度の低い被膜を形成することがある。

## 具体例

### アルミニウム
アルミニウムは、空気に触れると空気中の酸素により酸化して表面に薄い酸化アルミニウム層を形成する。この酸化アルミニウム層は不動態であり、腐食や酸化を防止する。しかし、一部のアルミニウム合金は、酸化皮膜を形成しないため、腐食から保護されないことがある。

### チタン
チタン及びチタン合金の表面は、空気に触れると酸化し、酸化チタン（主に二酸化チタン）の薄い不動態化層を形成する。この不動態化層では、酸化物が徐々に成長し、厚くなっていくので、腐食に対する耐性が向上する。この不動態化層のため、海水のような腐食環境下であっても使用することができる。

## 実用例
不動態を用いた例として、次のものが挙げられる。
- アルマイト - アルミニウムの陽極酸化処理。希硫酸などを用いた電気分解により、アルミニウム表面に酸化アルミニウムの被膜を形成。
- 電解コンデンサ - アルミニウム、タンタルもしくはニオブを陽極酸化処理し、表面に緻密な酸化被膜を形成した陽極を用いたコンデンサ。
- ステンレス - 含有するクロムの空気酸化により、表面に酸化被膜を形成。
- 発色チタン -チタン、もしくはジルコニウムは、陽極酸化処理によって多彩な発色を呈する。紫外線劣化しない発色法として宝飾品・装飾品に用いられる。